# Martin Herrmann (Immunologe)

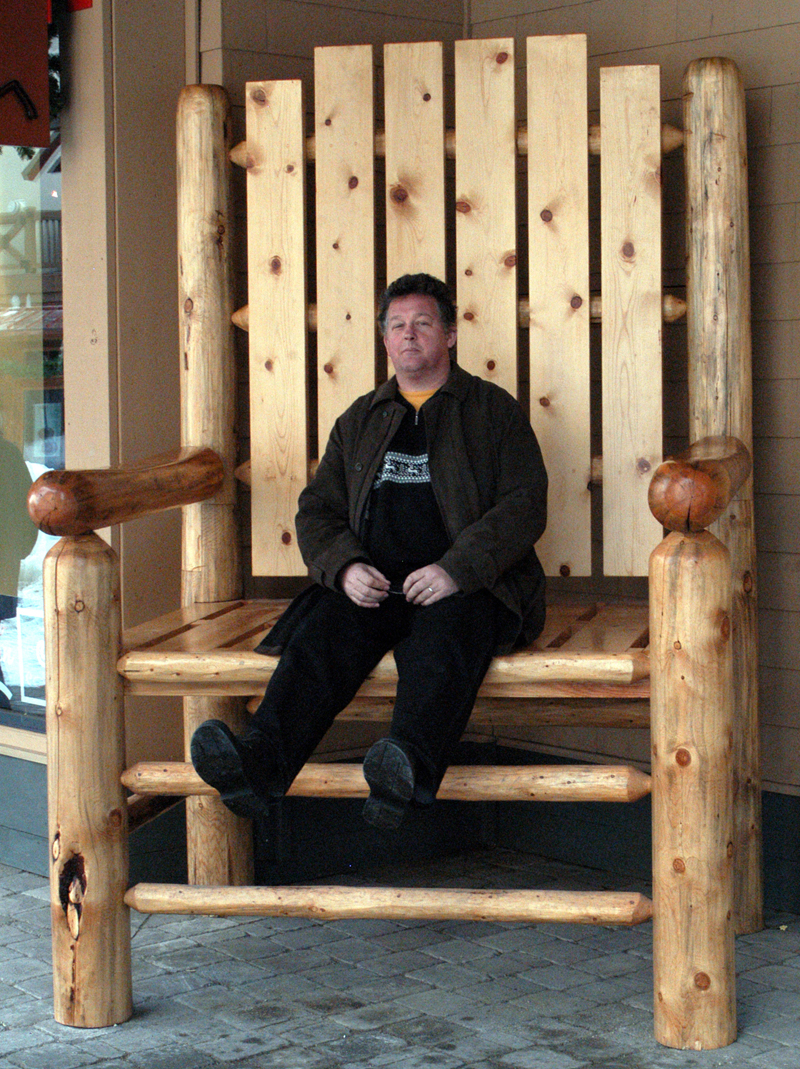
Martin Herrmann (2004)

Martin Herrmann (* 3. Dezember 1956 in Erlangen) ist ein deutscher Biologe. Er ist seit 2004 außerplanmäßiger Professor am Institut für Klinische Immunologie und Rheumatologie der Friedrich-Alexander-Universität Erlangen.

## Leben
Nach dem Erhalt der Allgemeinen Hochschulreife studierte er zunächst in Würzburg und Erlangen Chemie. Im Anschluss daran absolvierte er das Studium der Biologie an der Friedrich-Alexander-Universität Erlangen im Juli 1983 mit Diplom. Nach der Promotion am Institut für Klinische Immunologie und Rheumatologie der FAU Erlangen 1989 folgte eine Anstellung als Post-Doc in dieser Abteilung und ein einjähriger Studienaufenthalt im Ausland an der Universität von Alabama, Birmingham, USA. Infolge seiner Habilitation im Dezember 1997 war Herrmann Privatdozent am Institut für Klinische Immunologie und Rheumatologie der FAU Erlangen und wurde später zum außerplanmäßigen Professor ernannt.
Seit seiner Diplomarbeit beschäftigt sich  Herrmann mit einer bestimmten Art von Autoimmunerkrankung, dem systemischen Lupus erythematodes (SLE). Seither wirkt er im Rahmen von Projekten und Kooperationen in der Forschung auf dem Gebiet der Immunologie sowie speziell bei der Erforschung des SLE.
(siehe auch Trogozytose)
| Personendaten    | Personendaten                 |
| ---------------- | ----------------------------- |
| NAME             | Herrmann, Martin              |
| KURZBESCHREIBUNG | deutscher Biologe, Immunologe |
| GEBURTSDATUM     | 3. Dezember 1956              |
| GEBURTSORT       | Erlangen                      |